# Lotrit

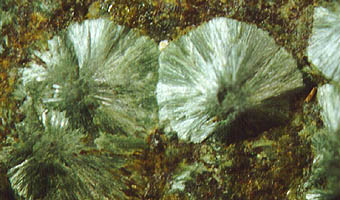
Pumpellyit

Lotritul ( sau Pumpellyit) este un silicat natural hidratat de calciu, magneziu, aluminiu și fier, cristalizat în sistemul monoclinic, de culoare verde. A fost descoperit în 1900, de  Gheorghe Munteanu Murgoci pe valea Lotrului. 

## Etimologie
Cuvântul lotrit s-a format de la numele predicativ Lotru (afluent al Oltului) + -it, asemenea  cuvântului din limba franceză lotrite. 